# Марджаюн
Марджаюн (араб. مرجعيون) — південноліванське місто з населенням близько трьох тисяч осіб.

## Розташування
Місто Мардж-Уюн розташоване на пагорбі, на сході місто межує з горою Хермон, на заході — з замком Бофор, що знаходиться на річці Літані, та горою Амель, на півночі простягається Гірський Ліван з вершинами Ріхан та Наха, на півночі місто межує з плодючими долинами, що простягаються до Галілеї та Голанських висот.

## Історія
10 червня 1179 року битва під Мардж-Уюном завершилася перемогою Саладіна над армією хрестоносців на чолі з Балдуїном IV.
Під час Сирійської кампанії 1941 року місто було взяте австралійською армією, пізніше тут відбувалися запеклі бої між підрозділами армії Віші та британських союзників..
У місті з 1976 по 2000 рік розташовувалася Армія Південного Лівану. Мардж-Уюн перебував під ізраїльською окупацією з 1985 по 2000 рік, після чого контроль над містом перейняла організація Хізбалла.
Під час ізраїльсько-ліванського конфлікту 2006 року у місті й околицях велися інтенсивні бойові дії.
З 2007 року тут дислоковані підрозділи іспанської армії як миротворчі сили в рамках мандату ООН.